# Приключения Бриско Каунти — младшего
«Приключения Бри́ско Ка́унти — младшего» (англ. The Adventures of Brisco County Jr.) — телесериал в жанре комедийного вестерна с элементами мистики. Транслировался на канале ТВ-6 в 1998 году с 3 августа по 18 сентября под названием «Бриско Каунти. Приключения на Диком Западе».

## Сюжет
На дворе 1893 год. Легендарный маршал Бриско Каунти (Ли Эрми) при конвоировании преступников убит Джоном Блаем (Билли Драго) и членами его банды. Группа предпринимателей нанимают его сына, выпускника Гарварда, Бриско Каунти младшего (Брюс Кемпбелл),  для охоты за этой бандой.

## Название серий
Сезон 1 1993, эпизодов: 27
- Эпизод 1 Pilot 27 августа 1993
- Эпизод 2 The Orb Scholar 3 сентября 1993
- Эпизод 3 No Man’s Land 10 сентября 1993
- Эпизод 4 Brisco in Jalisco 17 сентября 1993
- Эпизод 5 Socrates' Sister 24 сентября 1993
- Эпизод 6 Riverboat 1 октября 1993
- Эпизод 7 Pirates! 8 октября 1993
- Эпизод 8 Senior Spirit 15 октября 1993
- Эпизод 9 Brisco for the Defense 22 октября 1993
- Эпизод 10 Showdown 29 октября 1993
- Эпизод 11 Deep in the Heart of Dixie 5 ноября 1993
- Эпизод 12 Crystal Hawks 12 ноября 1993
- Эпизод 13 Steel Horses 19 ноября 1993
- Эпизод 14 Mail Order Brides 10 декабря 1993
- Эпизод 15 A.K.A. Kansas 17 декабря 1993
- Эпизод 16 Bounty Hunters' Convention 7 января 1994
- Эпизод 17 Fountain of Youth 14 января 1994
- Эпизод 18 Hard Rock 4 февраля 1994
- Эпизод 19 Brooklyn Dodgers 11 февраля 1994
- Эпизод 20 Bye Bly 18 февраля 1994
- Эпизод 21 Ned Zed 11 марта 1994
- Эпизод 22 Stagecoach 1 апреля 1994
- Эпизод 23 Wild Card 8 апреля 1994
- Эпизод 24 And Baby Makes Three 22 апреля 1994
- Эпизод 25 Bad Luck Betty 29 апреля 1994
- Эпизод 26 High Treason: Part 1 13 мая 1994
- Эпизод 27 High Treason: Part 2 20 мая 1994